# 约翰·兰德
约翰·兰德（英語：John Lander，1907年9月7日—1941年12月25日），英国前男子赛艇运动员。他曾代表英国参加1928年夏季奥林匹克运动会赛艇比赛，获得男子四人单桨无舵手金牌。